# Nathaniel Brown (Fußballspieler)
Nathaniel Brown (* 16. Juni 2003 in Amberg) ist ein deutscher Fußballspieler. Der Linksverteidiger steht bei Eintracht Frankfurt unter Vertrag.

## Karriere

### Verein
Der aus der Oberpfalz stammende Deutsch-Amerikaner Nathaniel Brown war in der Jugend beim TSV Kümmersbruck und wechselte in die Jugend von SSV Jahn Regensburg, wo er bis Anfang Juli 2016 blieb.
Er wechselte zum fränkischen 1. FC Nürnberg und durchlief hier die unterschiedlichen Jugendmannschaften (Jugend bis 2018, U 16 und U 17, von 2020 bis 2022 die U 19). 
Ab 2022 lief er für den 1. FC Nürnberg II in der Regionalliga Bayern auf. Mitte 2022 unterschrieb er einen Profi-Vertrag. 2023 gab er am 24. Spieltag der 2. Bundesliga sein Debüt. Er wurde in der Nachspielzeit im Spiel gegen Eintracht Braunschweig eingewechselt. In den beiden darauffolgenden Spieltagen wurde er in der Startelf berücksichtigt. Am 29. Spieltag der Saison 2022/23 schoss er als Spieler der Startelf gegen die Fortuna aus Düsseldorf in der 10. Spielminute sein erstes Zweitligator. Im Sommer 2023 wurde sein Vertrag in Nürnberg langfristig verlängert. Er wurde in der Saison 2023/24 bis jetzt in zwei Spielen im DFB-Pokal eingesetzt.
Zur Saison 2024/25 wechselte Brown in die Bundesliga zu Eintracht Frankfurt. Er unterschrieb im Januar 2024 einen ab sofort gültigen Vertrag bis zum 30. Juni 2029 und verblieb zunächst bis zum Saisonende 2023/24 auf Leihbasis beim 1. FC Nürnberg.

### Nationalmannschaft
Brown kam im September 2023 zu seinem ersten Einsatz für die U21 des DFB gegen die U21 des ukrainischen Fußballverbands.

## Erfolge
- Rookie des Monats der Fußball-Bundesliga (2): November 2024, Dezember 2024